# Lützow (Mecklenburg)
Lützow ist eine Gemeinde im Süden des Landkreises Nordwestmecklenburg in Mecklenburg-Vorpommern (Deutschland). Die Gemeinde ist Verwaltungssitz des Amtes Lützow-Lübstorf, dem weitere 15 Gemeinden angehören.

## Geografie

### Lage
Die Gemeinde Lützow liegt im Quellgebiet der Schilde in einem Grundmoränengebiet etwa 15 Kilometer westlich von Schwerin. Der Machandelberg südlich von Lützow erreicht eine Höhe von 92 m ü. NHN.

### Ortsteile
Die Gemeinde besteht aus den Ortsteilen Lützow, Bendhof, Kaeselow und Rosenow.

## Geschichte
Das Gut Lützow gehörte vom 14. bis ins 17. Jahrhundert der Familie von Lützow. Seit 1846 gehörte es der Familie von Behr und durch Heirat ab 1866 bis 1945 den Grafen von Bassewitz-Behr.
Am 1. Juli 1950 wurde die bis dahin selbstständige Gemeinde Kaeselow eingemeindet.

## Bevölkerung
| Jahr | Einwohner |
| ---- | --------- |
| 1990 | 1379      |
| 1995 | 1448      |
| 2000 | 1668      |
| 2005 | 1576      |
| 2010 | 1490      |
| 2015 | 1468      |

| Jahr | Einwohner |
| ---- | --------- |
| 2020 | 1550      |
| 2021 | 1560      |
| 2022 | 1569      |
| 2023 | 1564      |

Stand: 31. Dezember des jeweiligen Jahres

## Politik

### Gemeindevertretung
Die Gemeindevertretung von Lützow besteht aus 12 Mitgliedern. Die Kommunalwahl am 9. Juni 2024 führte bei einer Wahlbeteiligung von 77,9 % zu folgendem Ergebnis:
| Partei / Wählergruppe                | Stimmenanteil 2019 | Sitze 2019 |  | Stimmenanteil 2024 | Sitze 2024 |
| ------------------------------------ | ------------------ | ---------- |  | ------------------ | ---------- |
| Freie Wählergemeinschaft             | 72,4 %             | 7          |  | 46,6 %             | 6          |
| SPD                                  | –                  | –          |  | 46,2 %             | 6          |
| FDP                                  | –                  | –          |  | 03,2 %             | –          |
| Einzelbewerber Karl-Heinz Schmeichel | –                  | –          |  | 01,9 %             | –          |
| Einzelbewerber Jan Hendrik Lange     | –                  | –          |  | 01,3 %             | –          |
| Einzelbewerber Karl-Heinz Dörkßen    | –                  | –          |  | 00,8 %             | –          |
| 3 Einzelbewerber                     | 27,6 %             | 3          |  | –                  | –          |
| Insgesamt                            | 100 %              | 10         |  | 100 %              | 12         |

### Bürgermeister
- 2019–2024: Gerd Klingenberg
- seit 2024: Tino Waldraff (SPD)

Bei der Bürgermeisterwahl am 26. Mai 2019 wurde Klingenberg ohne Gegenkandidat mit 57,2 % der gültigen Stimmen gewählt.
Am 9. Juni 2024 wurde Waldraff mit 71,8 % der gültigen Stimmen zu seinem Nachfolger gewählt. Seine Amtszeit beträgt fünf Jahre.

### Wappen
| Wappen von Lützow | Blasonierung: „Unter grünem Wellenschildhaupt, darin zwei schräg gekreuzte goldene Schwerter, in Gold eine aus dem Unterrand wachsende doppelstämmige grüne Eiche, belegt mit einem goldenen Dreieckschild, darin eine schräg gestellte viersprossige schwarze Sturmleiter.“ |
| Wappen von Lützow | Wappenbegründung: In dem Wappen soll das Wellenschildhaupt auf die Lage der Gemeinde im Quellgebiet der Schilde hindeuten. Mit den schräg gekreuzten Schwertern wird erinnert an das Gefecht von Teilen des Lützowschen Freikorps unter der Führung des Majors Adolf Freiherr von Lützow (1782–1834) gegen die Begleitung eines französischen Munitionstransportes bei Rosenow am 26. August 1813, in dem der Adjutant des Majors, der Dichter und Dramatiker Theodor Körner (1791–1813), fiel. Die doppelstämmige Eiche steht zum einen für die so genannte Wundereiche in Lützow, der in überlieferten Legenden wundersame Heilkräfte zugeschrieben werden. Zum anderen verweist sie auf die waldreiche Gegend um Lützow. Der Dreieckschild soll die Verbundenheit der Adelsfamilie von Lützow mit der geschichtlichen Entwicklung des Gutes Lützow zum Ausdruck bringen. Die Sprossen der Leiter symbolisieren von der Anzahl her zugleich die vier Ortsteile der Gemeinde. Das Wappen und die Flagge wurde von dem Schweriner Heraldiker Heinz Kippnick gestaltet. Es wurde zusammen mit der Flagge am 15. Dezember 2010 durch das Ministerium des Innern genehmigt und unter der Nr. 334 der Wappenrolle des Landes Mecklenburg-Vorpommern registriert. |

### Flagge
Die Flagge ist längs gestreift von Gelb und Grün. Der gelbe Streifen nimmt ein Drittel, der grüne Streifen nimmt zwei Drittel der Höhe des Flaggentuchs ein. In der Mitte des Flaggentuchs liegt, das der Hälfte der Höhe des gelben Streifens und drei Viertel der Höhe des grünen Streifens übergreifend, das Gemeindewappen. Die Höhe des Flaggentuchs verhält sich zur Länge wie 3:5.

### Dienstsiegel
Das Dienstsiegel zeigt das Gemeindewappen mit der Umschrift „GEMEINDE LÜTZOW • LANDKREIS NORDWESTMECKLENBURG“.

## Sehenswürdigkeiten

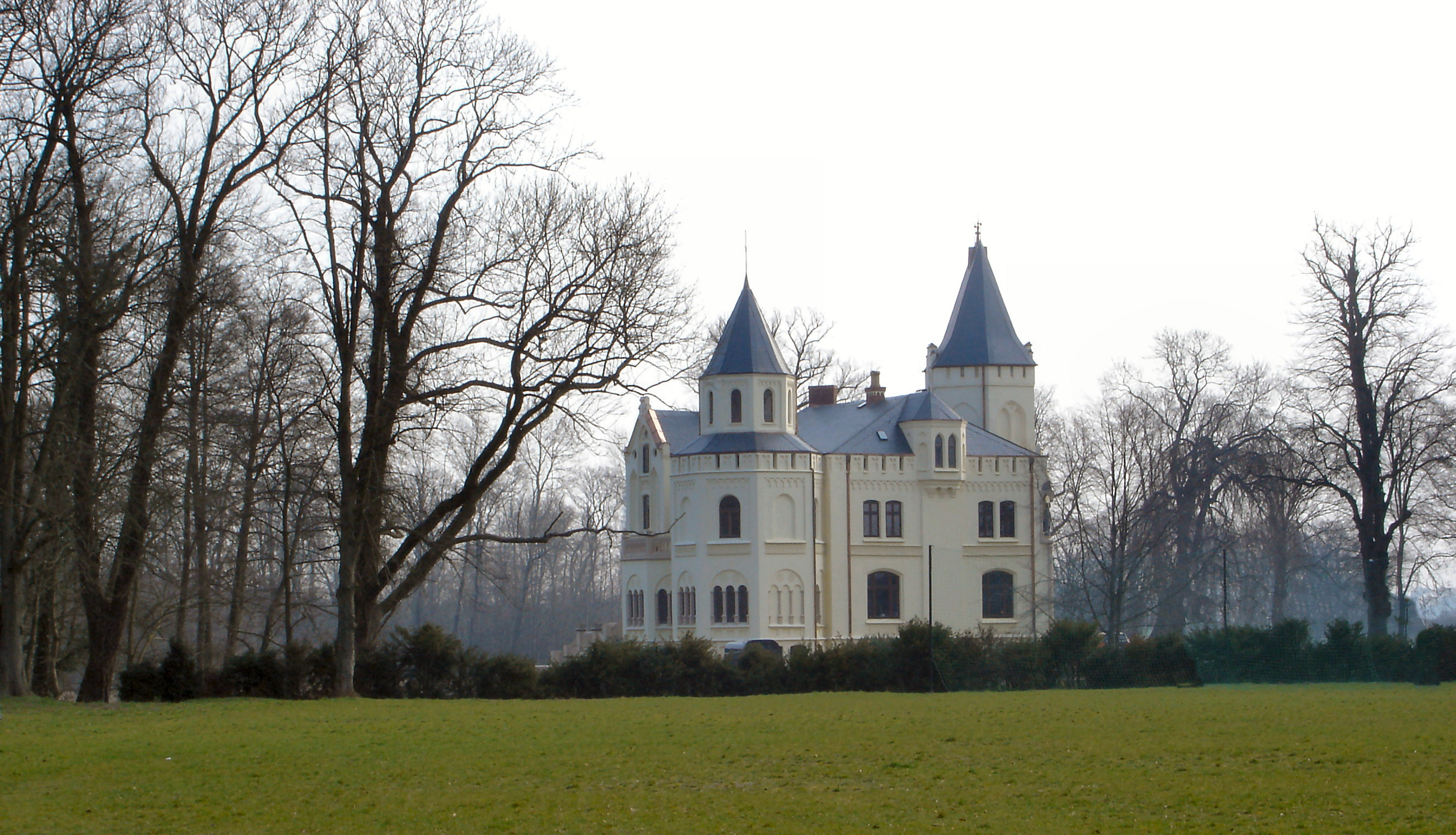
Schloss Lützow

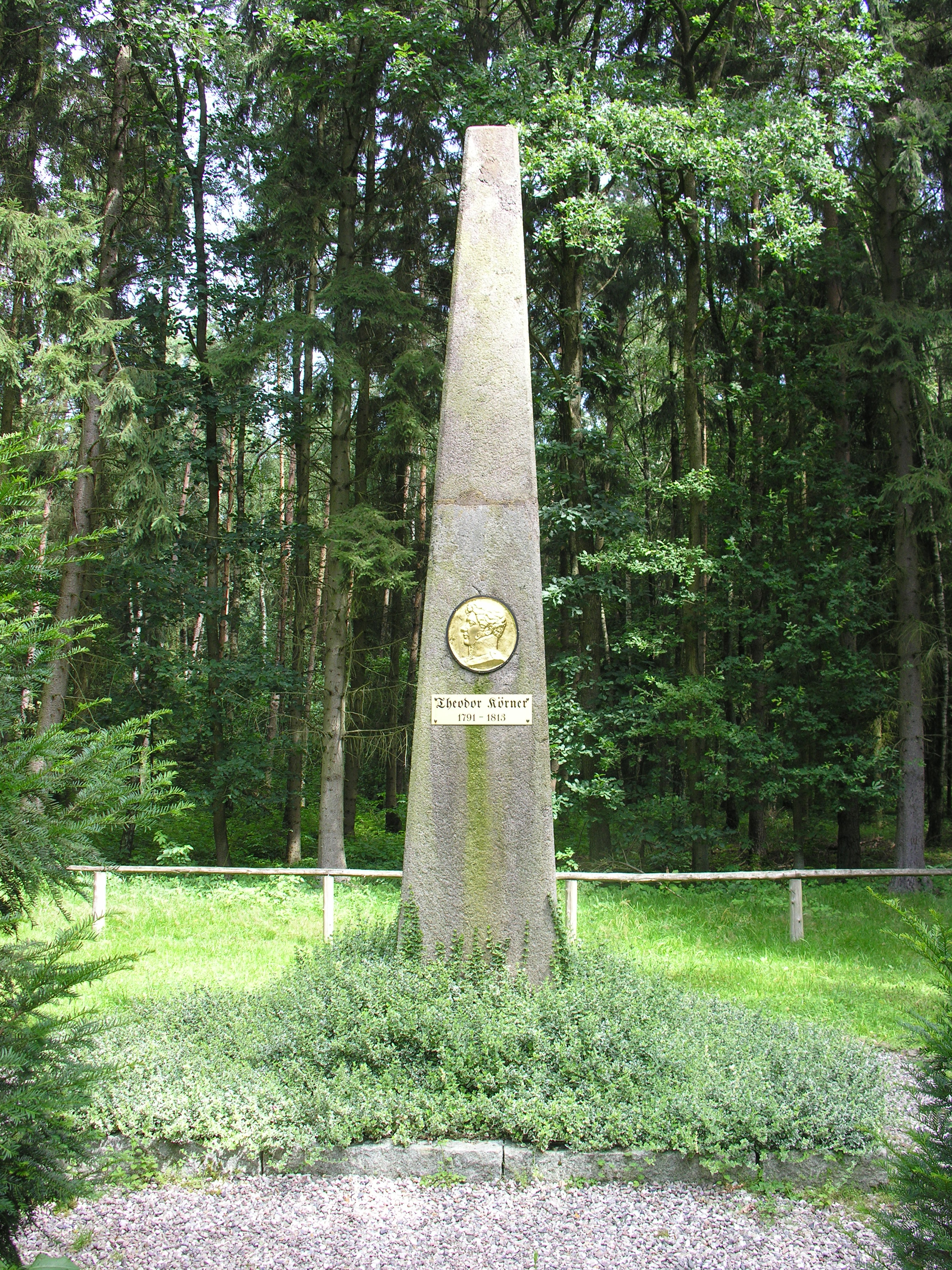
Theodeor-Körner-Denkmal

- Neogotisches Schloss Lützow, 1876 erbaut. Nach 1945 wurde das Herrenhaus bis 1991 als Betriebsberufsschule der Deutschen Reichsbahn genutzt. Danach stand es einige Jahre leer, bis es 2005 verkauft und vom neuen Eigentümer denkmalgerecht saniert wurde.
- Schlosspark im englischen Stil mit einer Kapelle. Im Park steht ein vor 1850 errichtetes Mausoleum in neogotischer Form, das über dem Eingang ein Wappenfeld mit einem Bären, dem Wappentier der Familie von Behr, zeigt.
- Gutshaus Kaeselow, um 1860 im Stil der Tudorgotik erbaut. Es gehörte den Familien von Brock (Brook) (bis 1878), Oertzen und von 1902 bis 1945 Both.
- Theodor Körner-Denkmal von Wilhelm Wandschneider im Forst von Rosenow, 1913 errichtet. Körner fiel hier im Gefecht am 26. August 1813, das zwischen Truppen des Lützowschen Freikorps und denen Napoleons stattfand.

## Verkehr
Lützow liegt an der Bundesstraße B 104. Im 17 Kilometer entfernten Wittenburg befindet sich die gleichnamige Anschlussstelle an der Bundesautobahn 24 (Berlin–Hamburg).
Vom Haltepunkt Lützow der Bahnstrecke Schwerin–Rehna fahren im Stundentakt Züge der RB 13 in Richtung Schwerin und Parchim sowie Richtung Gadebusch und Rehna. Die Strecke besteht seit 1897.

## Persönlichkeiten
- Georg-Henning Graf von Bassewitz-Behr (1900–1949), SS-Gruppenführer und Generalleutnant der Waffen-SS, bis 1945 Besitzer des Gutes Lützow, in Lützow geboren